# La Dea Bianca
La Dea Bianca è un saggio di Robert Graves pubblicato per la prima volta nel 1948; il libro tratta della natura del mito poetico (come sottolinea il suo sottotitolo Grammatica storica del mito poetico). È stato pubblicato in Italia a cura della Adelphi all'interno della sua collana intitolata Il ramo d'oro nel 1992.
Basato su articoli inizialmente pubblicati su rivista, il saggio è stato riveduto, corretto ed ampliato in edizioni successive tra il 1948 e il 1961. La Dea Bianca rappresenta un approccio allo studio della mitologia decisamente creativo, partendo da una prospettica idiosincratica che conduce a conclusioni variamente esoteriche.
Punto di partenza per la maggior parte delle sue tesi è Il ramo d'oro di James Frazer del 1922, uno dei primi studi antropologici moderni: gran parte del libro di Graves rende esplicito ciò che Frazer aveva soltanto accennato come possibilità di studio.

## Argomenti trattati
Graves propone qui l'idea dell'esistenza in tempi antichissimi e arcaici di un'unica divinità europea, appunto la cosiddetta "Dea Bianca", signora e padrona dell'amore e della morte e molto simile alla Dea Madre del matriarcato: ispirata e rappresentata dalle fasi lunari sta alla radice e giace dietro i volti delle differenti dee europee della mitologia pagana pre-cristiana: sostiene poi che la poesia pura (locuzione che Graves identifica con la verità) è indissolubilmente collegata all'antico culto rituale in onore della Dea e del suo figlio divino.
La Dea Bianca si occupa del culto della Dea in quanto prototipo e origine di ogni successiva forma religiosa, analizzando a tal fine approfonditamente testimonianze letterarie esistenti nell'antico mito e poesia celtica: la stessa tradizione cristiana, coi suoi dogmi e rituali non sarebbero altro che il risultato raffinato di un vasto corpo di credenze e leggende primitive associate alla Dea.

### Poesia e mitologia comparata
L'autore attinge per la sua opera specificamente alla poesia e mitologia del Galles e dell'Irlanda, per ampliare poi il suo sguardo alla lirica-epica dell'Europa occidentale in generale e dell'antico Medio Oriente.
Basandosi sull'etimologia delle parole comuni alle varie tradizioni, scopre ciò ch'egli chiama l'"iconotropia" dei miti originali: Graves sostiene l'esistenza del culto arcaico di una Dea unica (conosciuta tra i vari popoli sotto diversi nomi), teoria conosciuta come "religione della società matriarcale" e propugnata specialmente dalla teologia femminista degli anni settanta.
Graves ammette subito di non essere uno storico, bensì un poeta, pertanto tutto il suo lavoro si basa sul presupposto che il «linguaggio del mito poetico delle antiche correnti culturali europee è la lingua magica legata alle cerimonie religiose in onore della Dea-Luna, alcune delle quali risalenti addirittura all'epoca paleolitica... questa sarà la lingua per eccellenza di tutta la futura poesia».
La conclusione di tale studio, nella 2ª edizione ampliata, è che il Dio monoteistico (rappresentazione simbolica del maschio dominante che con la forza prende il sopravvento rispetto alla società precedente governata dallo "spirito femminile") fu la causa della caduta e sparizione della Dea Bianca lunare, fonte pertanto di gran parte dei mali del mondo storico governato da uomini costantemente in guerra contro gli altri uomini.
La donna, nel mondo arcaico precedente all'irruzione del violento Dio-uomo sempre assetato di sangue, occupa lo scranno più alto della società, quello riservato al poeta-vate (profeta ed essere spirituale in stretto contatto col divino): la Musa presa da ispirazione/analessi.
Importante per la concezione di Graves è anche l'iconografia visiva: ha creato una metodologia per la lettura delle immagini da lui chiamata iconotropia. Per praticare questo metodo si è tenuti a ridurre "il discorso-logos nelle sue immagini originali e nei suoi ritmi"; quindi combinarli successivamente "su differenti livelli simultanei di pensiero". Applicando questa metodologia decodifica una xilografia dedicata a Il giudizio di Paride come raffigurante la Dea unica nella sua triplice forma (rappresentate da Hera-Atena-Afrodite).
Lo studioso di storia delle religioni ed esoterismo Elémire Zolla definì il libro «uno dei pochi sommi capolavori del nostro secolo... libro denso ed esultante, teso sul filo di una conoscenza minuta della letteratura gallese e irlandese, dei primordi greci ed ebraici». 

### Astrologia celtica
Graves sostiene inoltre che i nomi delle lettere dell'alfabeto ogamico utilizzate in alcune parti dell'Irlanda e della Gran Bretagna contengano al suo interno in realtà un vero e proprio calendario, il quale a sua volta contiene in sé la chiave dell'antica liturgia coinvolgente il sacrificio umano di un re sacro; inoltre che i nomi delle lettere nascondono l'esametro del greco antico descrivente la Dea.